# شهر العسل (فلم)
شهر العسل هو فيلم رومانسي موسيقي كوميدي مصري تم إنتاجه عام 1945، قصة وحوار بديع خيري، وسيناريو وإخراج أحمد بدرخان و بطولة فريد الأطرش ومديحة يسري.

## قصة الفيلم
أقام فندق لابلازا حفل كرنفال تنكرى، غنى فيه المطرب فريد (فريد الأطرش) رغم عقده بالغناء في صالة الست لولا (زينات صدقي)التي تحبه ويتهرب منها، وحضر الحفل الآنسة جمالات (أمينة نور الدين) وخطيبها المطرب الأوبرالى أيوب (محمد البكار) والذي لم تكن تحبه وتحب وتعجب بالمطرب فريد، كما حضرت الآنسة هناء (مديحة يسري) وخطيبها نديم بيه الدرندلي (عبد السلام النابلسي) الثرى المعروف والذي وقع عليه والدها محرم بك (حسن كامل) الذي أوشك على الإفلاس وأجبرتها عليه امها وهيبه هانم (صوفي ديمتري) حتى يستطيعوا التخلص من أصحاب الديون حسيب (محمد كمال المصري) ونسيب (السيد بدير) الذين صبروا عندما علموا أن نديم بيه سيتزوج ابنتهم. وتقابلت جمالات مع الاستاذ فريد وأبدت إعجابها به وعلى وجهها قناع الحفل، وطلب منها فريد أن تحضر لمنزله في الغد ليعلمها الموسيقى والغناء، ورحبت بالحضور في الغد، وقبل خروجه قابل هناء وعلى وجهها قناع فظنها جمالات وأكد عليها ميعاد الغد. وقام حسونه أفندى (حسن فايق) مدير أعمال فريد بالاتفاق مع فندق لابلازا ليغنى فيه فريد بدلا من صالة لولا، كما أقام عنبر (سيد سليمان) خادم فريد علاقة حب مع شبيكة (ثريا حلمي) خادمة لولا. وفي الغد حضرت الخطيبتان جمالات وهناء، وحضر بعدهما الخطيبان أيوب ونديم، واحتار فريد ماذا يصنع، وخبأ كل خطيبة في حجرة وادخل عليها خطيب الأخرى، واعتذر الخطيبان لفريد لسوء التفاهم، ولكن حضور لولا ومعرفتها السر من شبيكة جعلها تخرج الخطيبتان امام الخطيبان ونال فريد علقة. تقابل فريد مصادفة مع هناء واعتذر لها وواعدها في حديقة الحيوان وتوالت لقاءاتهما ونشأت علاقة حب بينهما. ظلت جمالات تطارد فريد في كل مكان وهو يتهرب منها، حتى حضرت إلى منزله، وفي اتصال لهناء ردت عليها جمالات مما اثار غيرة هناء وظنت ان فريد يتلاعب بها، فقررت قطع علاقتها به والزواج من نديم، وحددت ميعاد الزواج. وفي إحدى الحفلات التي غنى فيها فريد شاهد هناء مع خطيبها نديم، وانفرد بها واعتذر لها، وفي الحديقة جلسا وشاهدتهما جمالات، فأخبرت نديم الذي شاهدهما متعانقين ففسخ الخطبة وعاد اصحاب الديون للظهور من جديد في مواجهة محرم بك. علم فريد بظروف والد حبيبته هناء فإتفق مع اصحاب الديون على إنتاج فيلم له مقابل تسديد ديون محرم بك مع أخذ مبلغ مناسب، استطاع حسونه افندى مضاعفته بالحيلة وتم زواج فريد من هناء وزواج أيوب من جمالات وزواج عنبر من شبيكة وسافروا جميعا لقضاء شهر العسل.

## فريق العمل
إخراج: أحمد بدرخان
تأليف:
- بديع خيري (قصة وحوار)
- أحمد بدرخان  (سيناريو)

إنتاج: ستوديو مصر
بطولة:
- فريد الأطرش (فريد)
- مديحة يسري (هناء)
- أمينة نور الدين (جمالات)
- حسن فايق (حسونة)
- محمد كمال المصري (حسيب)
- زينات صدقي (لوللا)
- ثريا حلمي (شبيكة)
- عبد السلام النابلسي (نديم بيه)
- حسن كامل (محرم بك)
- السيد بدير (نسيب)
- محمد البكار (المطرب أيوب)

## أغاني الفيلم
من الحان فريد الأطرش ومحمد البكار
وكلمات بديع خيري ومأمون الشناوي وأبو السعود الإبياري ويوسف بدروس

## روابط خارجية
- مقالات تستعمل روابط فنية بلا صلة مع ويكي بيانات